# Keith Jenkins
Keith Jenkins (1943) is een Brits historicus en geschiedfilosoof. Zoals Hayden White en andere postmoderne historici, gelooft Jenkins dat een historicus alleen maar een verhaal schrijft. Een verhaal geschreven vanuit het oogpunt en de ideologieën van de historicus die het geschreven heeft. Jenkins is emeritus hoogleraar historische theorie aan de Universiteit van Chichester sinds 2008. Hij is de schrijver van Re-thinking history (1991) waarin hij oppert om een onderscheid te maken tussen het verleden enerzijds en geschiedschrijving anderzijds.

## Biografie
Keith Jenkins groeide op in een arbeidersgezin in Derbyshire. Na zijn middelbare school trainde hij een jaar om professioneel wielrenner te worden voor hij ervoor koos om een opleiding tot docent te volgen. Hij studeerde vervolgens af in middeleeuwse en moderne geschiedenis aan een lokale universiteit. Jenkins behaalde zijn PhD nadat hij onderzoek had gedaan naar het politieke denken van Friedrich Nietzsche, Sigmund Freud en Albert Sorel.

## Denkbeelden
In Refiguring History: New thoughts on an old discipline uit 2003 stelt Jenkins dat het verleden niet zo maar gelijk te stellen is aan geschiedenis. Geschiedschrijving is volgens hem een verhaal, naast andere verhalen over het verleden. Hierdoor is er een onoverbrugbare kloof tussen geschiedschrijving en het verleden, want het verleden is voorbij. Volgens Jenkins bouwt elke historicus een eigen verhaal over een deel van het verleden. Al eerder beweerde Jenkins in zijn boek Rethinking History (1991) dat "geschiedenis voornamelijk is wat historici ervan maken" en "een steeds wisselend discours over geschiedenisvraagstukken." Historicus Richard Evans bekritiseerde Jenkins in het artikel In Defense of History en hij zegt dat historici "heel nauwgezet en voorzichtig en met zelfkritiek te werk gaan, om na te gaan hoe het allemaal is gebeurd en vervolgens tot een houdbare maar uiteraard nooit definitieve conclusie te komen over de betekenis ervan."